# Jonathan Breck
Jonathan Breck, także Jonathan Breck Harmel (ur. 17 lutego 1965 w Houston) – amerykański aktor.
Karierę rozpoczął jako aktor sceniczny. Popularność zdobył w 2001 rolą demonicznego Smakosza w serii filmów pod tym samym tytułem. Wystąpił w licznych serialach telewizyjnych, m.in. Star Trek: Voyager, JAG – Wojskowe biuro śledcze czy V.I.P., oraz w filmie Dobre rady (Good Advice) z 2001. Pojawił się w niewielkiej roli w horrorze science-fiction Pająki (Spiders) z 2001 oraz w jednej z głównych ról w thrillerze Dreamland z 2007, wydanym na rynku DVD. W komedii Każdy by chciał!! (Everybody Wants Some!!, 2016) grał trenera baseballu.